# Buffy, tueuse de vampires
Pour plus de détails, voir Fiche technique et Distribution.
Buffy, tueuse de vampires (Buffy the Vampire Slayer), est un film d'action-comédie-horreur de 1992.
Une pom-pom girl, Buffy (Kristy Swanson) est choisie par le destin, pour se battre et tuer les vampires. Le film est une parodie qui joue sur les clichés typiques du film d'horreur. Il a ensuite inspiré la série télévisée Buffy contre les vampires, créée et produite par le scénariste Joss Whedon, dans laquelle joue Sarah Michelle Gellar.
Joss Whedon a souvent expliqué que la série télévisée, plus sombre, rendait mieux compte de sa vision de Buffy que le film, malmené par des problèmes commerciaux et des divergences d'interprétation. Le film est maintenant considéré comme un élément relativement mineur dans le chapitre plus vaste du « Monde de Buffy ». Le film n’a pas rencontré un franc succès et a reçu plusieurs critiques mitigées.

## Synopsis
Buffy est une pom-pom girl populaire au Lycée Hemery à Los Angeles jusqu’à sa rencontre avec un homme du nom de Merrick Jamison-Smythe (Donald Sutherland). Il lui apprend qu'elle est la Tueuse – une jeune femme née avec une force et une habileté supérieures à la moyenne et dont le destin est de lutter contre les vampires. Elle admet s'être vue en rêve combattant des vampires et accepte finalement ce « destin ».
Après une brève formation, elle doit affronter un maître Vampire appelé Lothos (Rutger Hauer), qui a éliminé un certain nombre de Tueuses par le passé. Lothos tue Merrick. Dans une bataille dont le point culminant a lieu pendant le bal de son lycée, Buffy tue Lothos et ses sous-fifres, grâce à son style contemporain ignorant les conventions et les limites des précédentes Tueuses. Il s'agit là d'une première version de l'allégorie de l'émancipation des femmes, qui constitue la pierre angulaire des versions ultérieures de Buffy contre les vampires. Elle rencontre Pike, un jeune homme similaire au Spike de la série, avec qui une relation va naître, et qui lui donne la force de tuer Lothos.

## Fiche technique
- Réalisation : Fran Rubel Kuzui
- Scénario : Joss Whedon
- Musique : Carter Burwell
- Société de distribution : 20th Century Fox
- Langue : anglais
- Format : Couleurs - son Dolby - 1,85:1 - 35 mm
- Genre : Comédie - Épouvante/Horreur
- Durée : 86 minutes
- Date de sortie (USA) : 31 juillet 1992
- Budget de production (Estimation) : 7 000 000 $
- Recettes USA : 16 624 456 $

## Distribution
- Kristy Swanson (VF : Rafaèle Moutier) : Buffy Summers (VO) / Bichette (VF)
- Donald Sutherland (VF : Jean-Pierre Moulin) : Merrick Jamison-Smythe
- Paul Reubens (VF : Michel Derain) : Amilyn
- Rutger Hauer (VF : Yves-Marie Maurin) : Lothos
- Luke Perry (VF : Denis Laustriat) : Pike (VO) / Marcel (VF)
- Hilary Swank (VF : Sybille Tureau) : Kimberly Hannah
- David Arquette (VF : Emmanuel Karsen) : Benny Jacks (VO)/ Benoît (VF)
- Paris Vaughan (VF : Brigitte Aubry) : Nicole
- Stephen Root (VF : Michel Derain) : Gary Murray
- Natasha Gregson Wagner (VF : Sarah Marot) : Cassandra
- Randall Batinkoff (VF : Bertrand Arnaud) : Jeffrey
- Andrew Lowery (VF : Olivier Korol) : Andy
- Sasha Jenson (VF : Emmanuel Karsen) : Grueller
- Thomas Jane : Zeph
- James Paradise (VF : Yves-Marie Maurin) : Hank Summers
- Candy Clark : Joyce Summers
- Mark DeCarlo (VF : Patrick Borg) : l'entraîneur
- Ricki Lake : Charlotte (non créditée)
- Ben Affleck : le joueur de basket #10 (non crédité)

 Source et légende : version française (VF) sur RS Doublage et selon le carton du doublage français sur le DVD zone 2.

## Continuité
Le film n'est pas jugé comme l'histoire "avant la série télévisée" et est considéré par de nombreux fans comme étant l'exemple d'un univers parallèle. En fait, de nombreux détails donnés dans le film sont directement en contradiction avec la série télévisée et ses canons.
La Buffy de l'histoire originale est changée, et les aptitudes des vampires et de la Tueuse sont différentes. Au contraire, The Origin, une réinterprétation du script de ce film, est conforme à la série et est largement considérée comme canonique. Par ailleurs, Joss Whedon a déclaré : « La bande dessinée The Origin, même si j'ai des réticences à son sujet, peut être plus ou moins acceptée comme canonique. Ils ont fait un travail cool en combinant le script du film avec la série, ce qui était bien, et en utilisant le Merrick de la série […] » (« The origin comic, though I have issues with it, CAN pretty much be accepted as canonical. They did a cool job of combining the movie script (the SCRIPT) with the series, that was nice, and using the series Merrick »).
L'incendie du gymnase du lycée qui oblige les Summers à partir pour Sunnydale sera repris dans la série.

## Traduction
En français, le titre du film est Buffy, tueuse de vampires. Pourtant, le nom de Buffy est traduit par Bichette dans le doublage. Et elle n'est pas appelée la Tueuse mais la Terreur. Par ailleurs, le nom de Pike devient Marcel. De même que Benny qui devient Benoît.

## VHS et DVD
Le film est sorti sur VHS aux États-Unis en 1993 dans le cadre de la Twentieth Century Fox Selections bannière du 20th Century Fox Home Entertainment. Le film est sorti sur DVD aux États-Unis en 2001.

## Bande originale
La bande originale a été commercialisée le 28 juillet 1992.
Liste de chansons
1. C+C Music Factory featuring Deborah Cooper et Q-Unique : Keep It Comin' (Dance Till You Can't Dance No More!)
2. Dream Warriors : Man Smart (Woman Smarter)
3. Matthew Sweet : Silent City
4. Susanna Hoffs : We Close Our Eyes (originally by Oingo Boingo)
5. Toad the Wet Sprocket : Little Heaven
6. Divinyls : Ain't Gonna Eat Out My Heart Anymore
7. Ozzy Osbourne : Party With the Animals
8. The Cult : Zap City
9. Mary's Danish : I Fought the Law
10. Rob Halford and Pantera : Light Comes Out of Black

En outre, Lothos joue sur son violon le thème de la 2e partie de Schumann, Piano Quintet Es-dur op. 44.